# Entalina mirifica
Entalina mirifica är en blötdjursart som först beskrevs av E.A. Smith 1895.  Entalina mirifica ingår i släktet Entalina och familjen Entalinidae. Inga underarter finns listade i Catalogue of Life.